# 林子豐
林子豐，OBE[?]（1892年11月6日—1971年4月17日），香港銀行家及浸信會教育家和慈善家，1922年創立嘉華銀行前身嘉華銀號，1956年至1971年出任香港浸會書院首任校長、1950年至1965年任香港培正中學校長、以及由1941年至1971年出任香港浸信會聯會主席。
林子豐生於廣東揭陽縣一個基督教家庭，早年前往香港從事白米貿易，後來代理越南無煙煤進口。1922年，他在廣州創辦嘉華銀號，銀號其後改組成為銀行，總部更於1924年遷往香港。嘉華銀行在二、三十年代曾經有相當的發展，但後來業務卻因為中國大陸政局不穩而收縮，1941年香港淪陷後，全數業務更告停頓。及至戰後，林子豐重整嘉華業務，並一直擔任董事長至1971年逝世為止。然而，此後嘉華銀行控股權輾轉落入他人手上，到1986年獲中信集團注資，從此添上中資色彩。林家於2002年完全退出嘉華業務，而曾經多次改名的嘉華銀行最終在2010年易名為中信銀行（國際）。
林子豐生前十分熱衷於浸信會事工，除任浸聯會主席外，又嘗任中華基督教青年會會長及九龍城浸信會執事會主席等職，並且於1951年和1963年分別牽頭創立香港浸信會神學院和香港浸信會醫院。在教育方面，他早於三十年代已協助廣州培正中學在香港設立分校，太平洋戰爭期間還在澳門義務擔任廣州培正中學和廣州培道女子中學兩校校長。戰後，他對香港浸會書院和香港培正中學的發展不遺餘力，並成功為兩校爭取由香港政府撥出土地發展，其後促成港府在1970年認可浸會書院為註冊專上學院。浸會書院後來於1972年改名浸會學院，復於1994年獲港府批准正式升格為香港浸會大學。
林子豐育有七子兩女，長子林思顯博士歷任香港市政局委任議員、立法局非官守議員、嘉華銀行董事局主席和香港浸會學院校董會主席等職；次子林思齊博士於1988年至1995年任加拿大卑詩省省督，是該國歷來首位華人省督和第二位非白人省督。

## 生平

### 早年生活
林子豐祖籍廣東汕頭揭陽縣金坑，1892年11月6日生於當地，其父林紹勳在鄉村教書，後來成為浸信會牧師。成長於基督教家庭的林子豐在14歲的時候已成為基督徒，他早年就讀於浸信會揭陽真理中學，其後轉讀汕頭礐石中學。中學畢業後，有志成為醫生的他在1911年前往北京協和醫學堂學醫，但未幾便回廈門同文書院修讀外語和商科。學成後，林子豐一度計劃出國深造，但最終卻選擇返回家鄉生活。

### 銀行與商貿生涯
1916年，懂得英語的林子豐獲得伯父聘用，加入在潮汕經營米業的廣源盛行任職英文書記，並被派往香港協助米號開拓當地市場，未幾更獲擢升為司理。後來，林子豐自組四維公司，出任總經理，進口代理越南無煙煤，並涉足米業和船務，到1926年進一步與潮商陳子昭等創立眾益輪船公司，業務遍及澳門、廣州、湛江、汕頭和越南等地。據了解，企業家霍英東的母親早年因家境困頓而得到林子豐協助，被他聘用負責把越南運來的煤炭駁運到岸上，從而賺取佣金幫補家計。

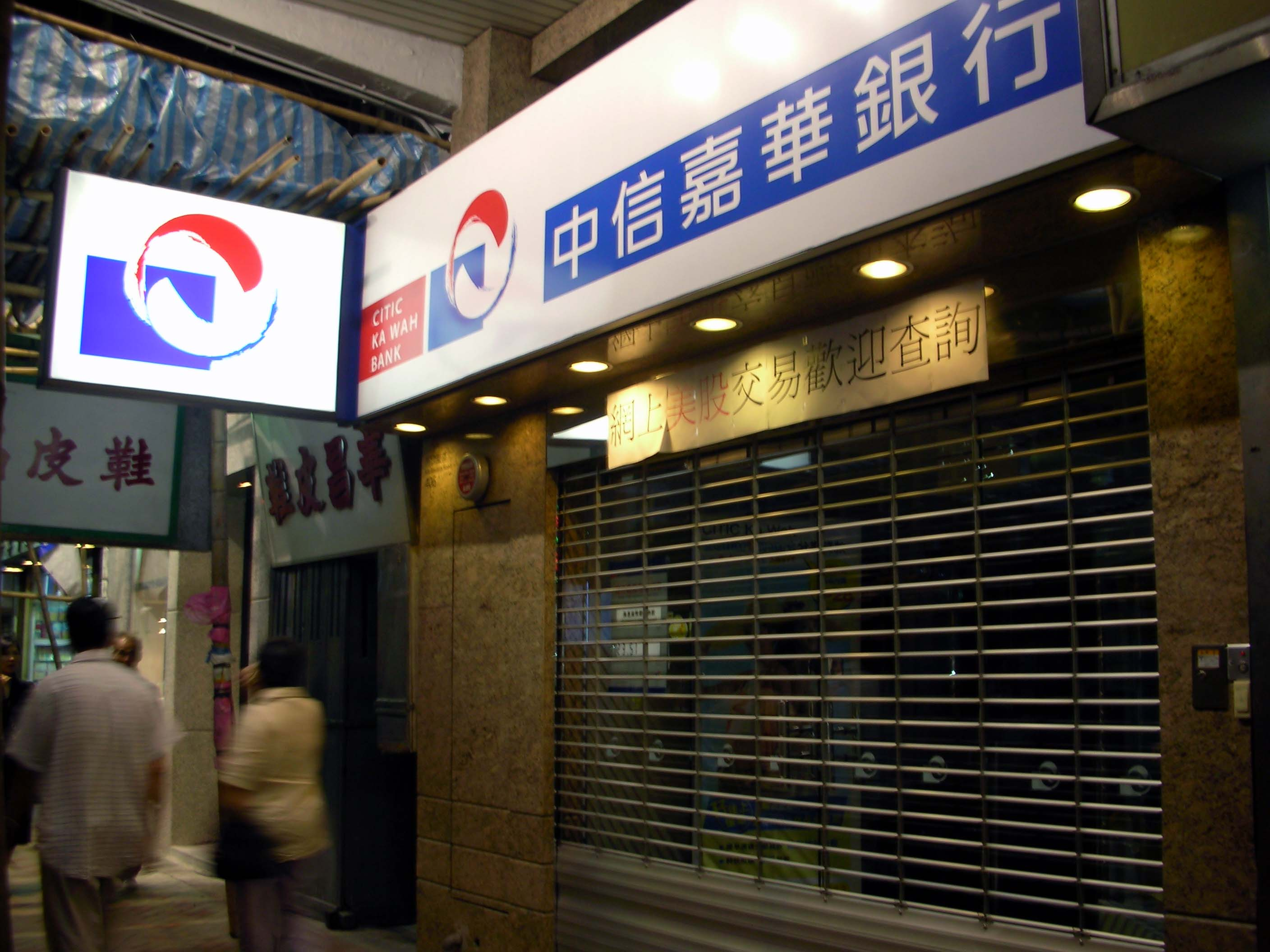
由林子豐創辦的嘉華銀行曾經多番易名，圖中所見是1998年至2010年間的中信嘉華銀行有限公司

林子豐的貿易生意穩定下來後，他還察看到拓展銀行業的商機，於是在1922年2月2日在廣州創辦嘉華銀號，復於同年6月改組為嘉華儲蓄銀行，銀號最初由林子豐邀請嘉南堂及南華公司兩家公司的股東合股經營，因而得名。1924年，林子豐把嘉華儲蓄銀行總行遷至香港中環德輔道中，當時的資本為50萬港元。到1931年，他又在上海開設分行，股本增至100萬港元，業務一度快速擴張；惟後來政局動盪，加上日本開始對中國展開侵略行動，林子豐面對經濟不穩的困局被迫於1935年關閉上海和廣州的分行。雖然如此，林子豐作為香港知名潮商，仍於1937年至1939年當選香港潮州商會會長。此外，透過在越南經商的影響力，他於1935年協助促成國民政府與法屬越南政府簽訂《中法越南商約》乙部，事後於1936年獲越南皇室頒授龍紋寶星勳章以資肯定。然而，1939年第二次世界大戰爆發後，林子豐的銀行業務受到進一步打擊，到1941年12月太平洋戰爭爆發和香港淪陷後，全數業務更告停頓。一直到1945年香港重光後，嘉華儲蓄銀行才於香港重新開業，隨後於1949年1月易名為嘉華銀行有限公司。
戰後，林子豐繼續擔任嘉華銀行董事長一職，銀行業務在戰後平穩發展。同時間，他於1947年創立以生產電筒為主的捷和製造廠，其後又成立植豐置業有限公司，並擔任兩家公司的董事長。踏入五十年代，林子豐開始淡出自己的商業業務，並專注於教會和教育工作，於是逐漸把家族生意交給林思顯和林思進等兒子打理，但他仍留任嘉華銀行、捷和製造廠和植豐置業三家公司董事長的職務，直到去世。林子豐身後，由於家族後人無心經營嘉華銀行，結果控股權落入美國財團手上、1974年再落入新加坡僑商劉燦松手中。到1986年，陷入財務危機的嘉華銀行接受中信集團注資打救，嘉華從此添上中資色彩，並且於1998年易名中信嘉華銀行。2002年，中信嘉華銀行在中信集團策劃下收購香港華人銀行。同年，中信嘉華銀行改名中信國際金融控股有限公司，而收歸旗下的香港華人銀行則改稱中信嘉華銀行有限公司，林家自此完全退出嘉華銀行業務。2010年5月，中信嘉華銀行有限公司進一步改名為中信銀行（國際），「嘉華」一名正式走進歷史。

### 浸會事工與公益

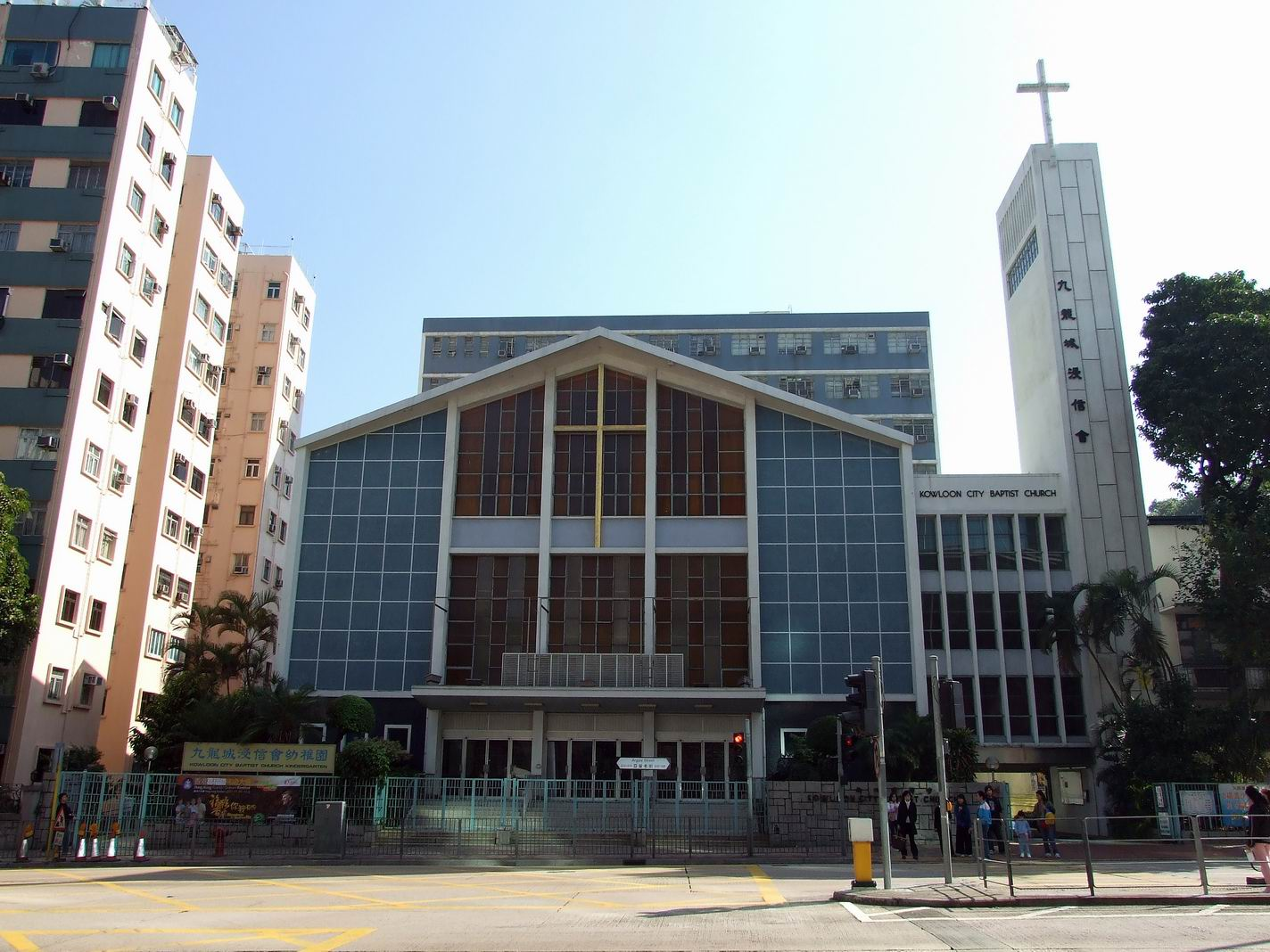
林子豐由1939年起終身擔任九龍城浸信會執事會主席，圖中會堂是由林子豐夫婦於1962年捐出12萬港元協助興建

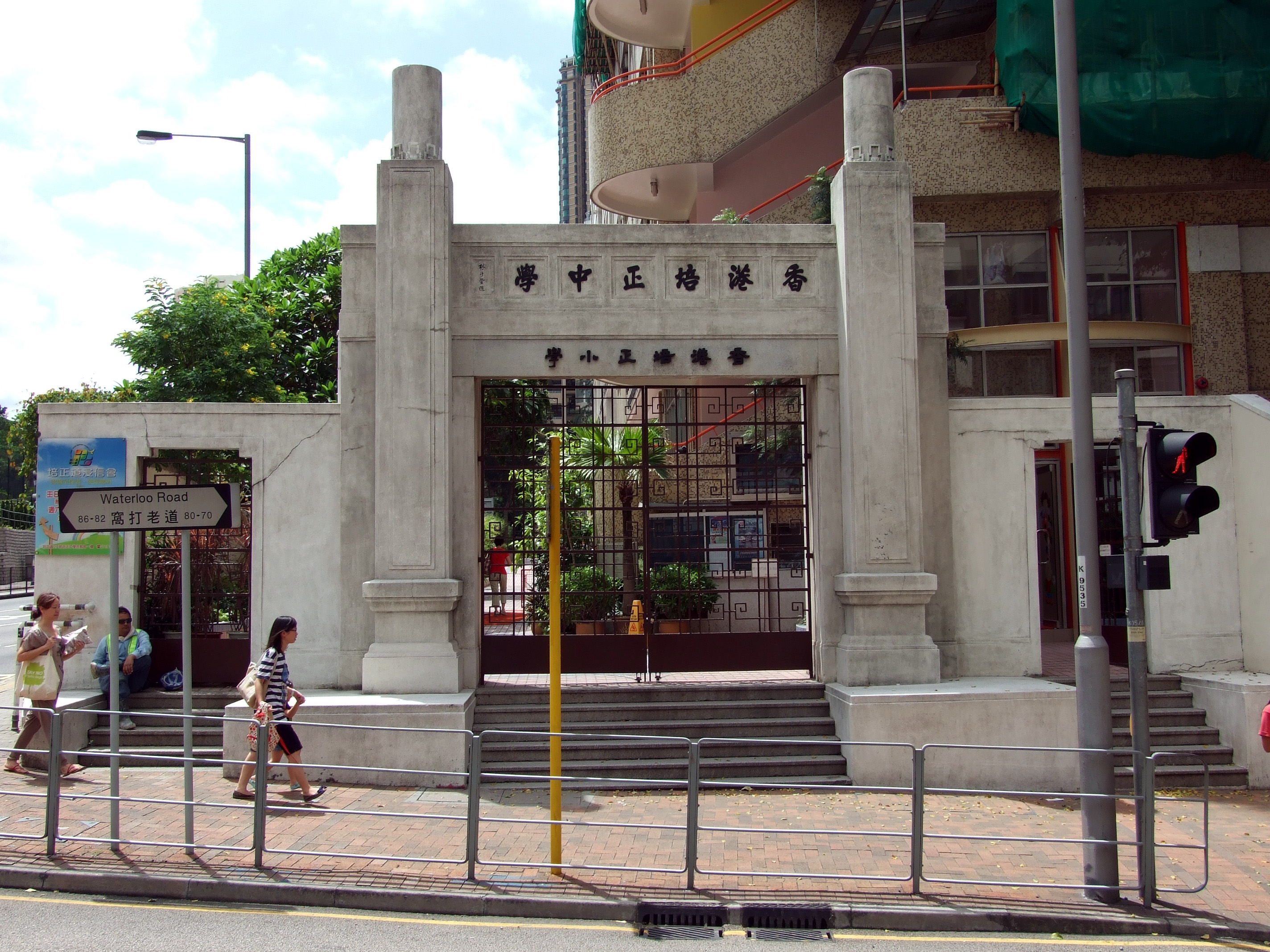
林子豐1950年至1965年出任香港培正中學校長（圖），另外也曾任香港和澳門培正中學兩校校監

林子豐一家篤信基督教，早年他已經是堅道浸信會會眾，曾主持該會財政部和傳道部的工作。1938年，他舉家由香港島搬到九龍城嘉林邊道大宅居住，遂於翌年參與創立九龍城浸信會，他除了跟妻子成為該會第一屆執事外，他本人還終身出任該會執事會主席。林子豐跟妻子多年來都十分關心九龍城浸信會的發展，1962年夫婦兩人更捐出12萬港元支持興建九龍城浸信會新堂。在九龍城浸信會的工作以外，林子豐在1938年參與創立基督教蒲崗福音堂，並當選值理會主席，該福音堂專門為來自潮州的基督徒而設，後來進一步改組成為九龍城潮語浸信會。同年3月，香港浸信會聯會成立，林子豐即獲邀出任執委之一，負責主持戰時救濟工作。自1941年起，他還終身出任浸聯會主席，指導香港浸信會的發展，並見證著二戰後浸信會會務在香港的急速擴展。此外，林子豐早於1930年至1932年已經是中華基督教青年會會董，及後於1933年至1934年和1939年至1956年兩任青年會會長，期間於1938年兼任粵港中華基督教青年會隨軍服務團港方主席，以及在1947年一度兼任青年會總幹事。1956年卸任青年會主席後，他再獲邀出任名譽會長，至1959年為止。
熱心於教會事工的林子心也積極參與社會公益，他曾於1935年為家鄉揭陽縣出資修建引水道，第二次世界大戰期間除了透過教會主持大小救濟工作，又於1940年響應國民政府的號召在港澳地區為救國公債籌款，最終以超額籌得超過200萬圓法幣，同年獲國民政府褒授「忠義為懷」牌匾一塊以示感謝。避居澳門期間，他應澳葡政府邀請出任澳門糧食管制委員會常務委員暨國際難民賑災會委員，協助當局應對戰時大批難民湧入當地的挑戰。1945年香港重光後，林子豐應當時的英國臨時軍政府首長海軍中將夏愨爵士請求，從澳門帶來大批由他代理的無煙煤到香港，協助解決市面上煤炭物資不足的問題。林子豐在戰後初年也關注香港住屋不足的問題，當時中國大陸大批難民為逃避國共內戰而走難來港，他們大多居住在依山搭建的木屋區，居住和衛生環境都十分惡劣。1950年1月，九龍城東頭村木屋區發生大火，燒燬木屋6,000間，20,000人無家可歸。由於當時的香港政府未有全面的公共房屋政策，林子豐遂參與成立港九各界聯合救濟九龍城火災難民委員會，並捐出1,000港元接濟災民。期間，他多次以中華基督教青年會會長身份在電台呼籲市民響應捐款賑災工作，及後又任九龍城火災善後建設委員會副主席，參與該會建設小組委員會，最終原址設立了「博愛村」以安置災民，「博愛村」後來經港府重整而成為了東頭平房區的一部份。

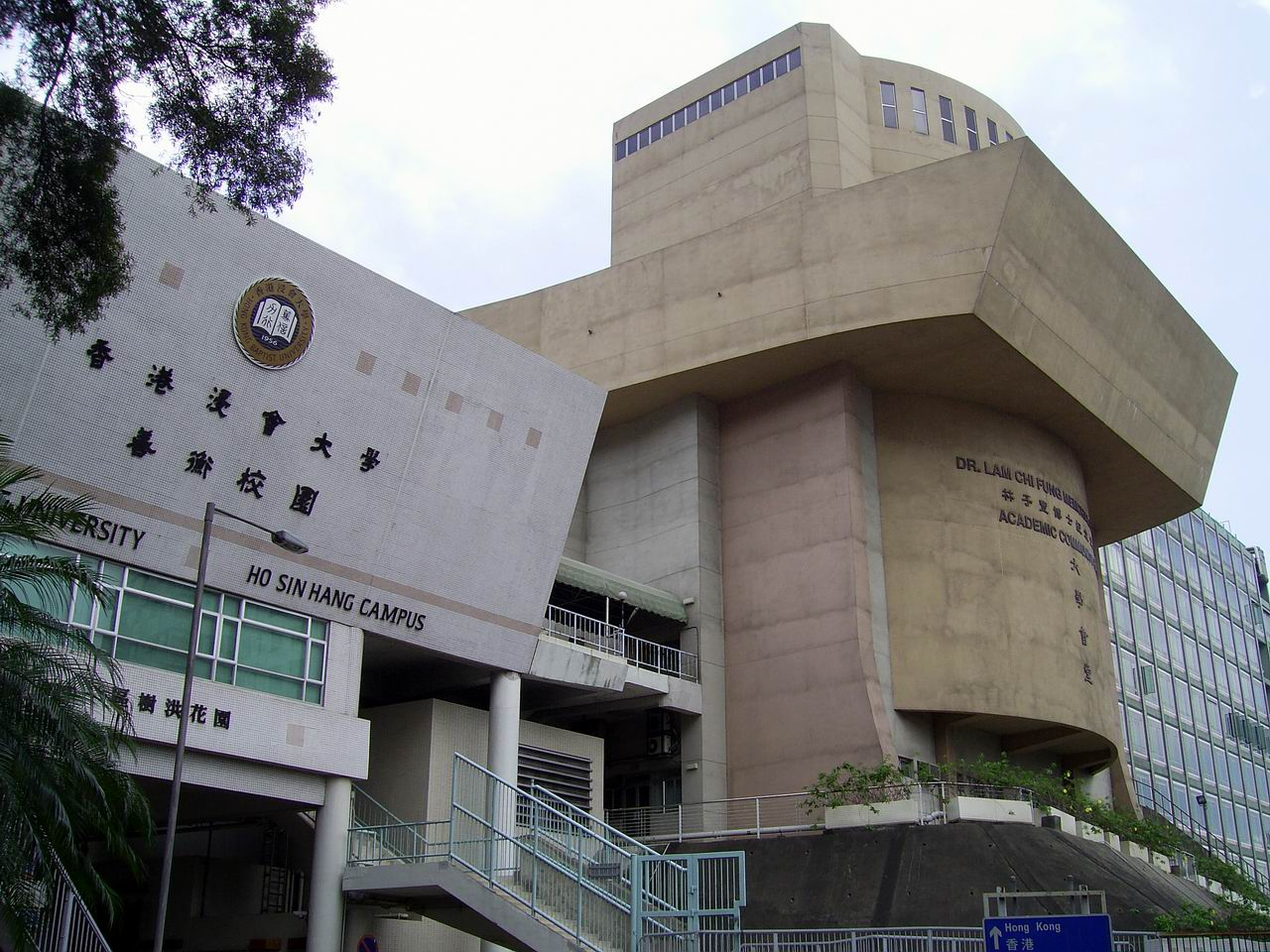
林子豐於1956年創立香港浸會書院，並任校長至1971年逝世為止。浸會書院即香港浸會大學（圖）前身

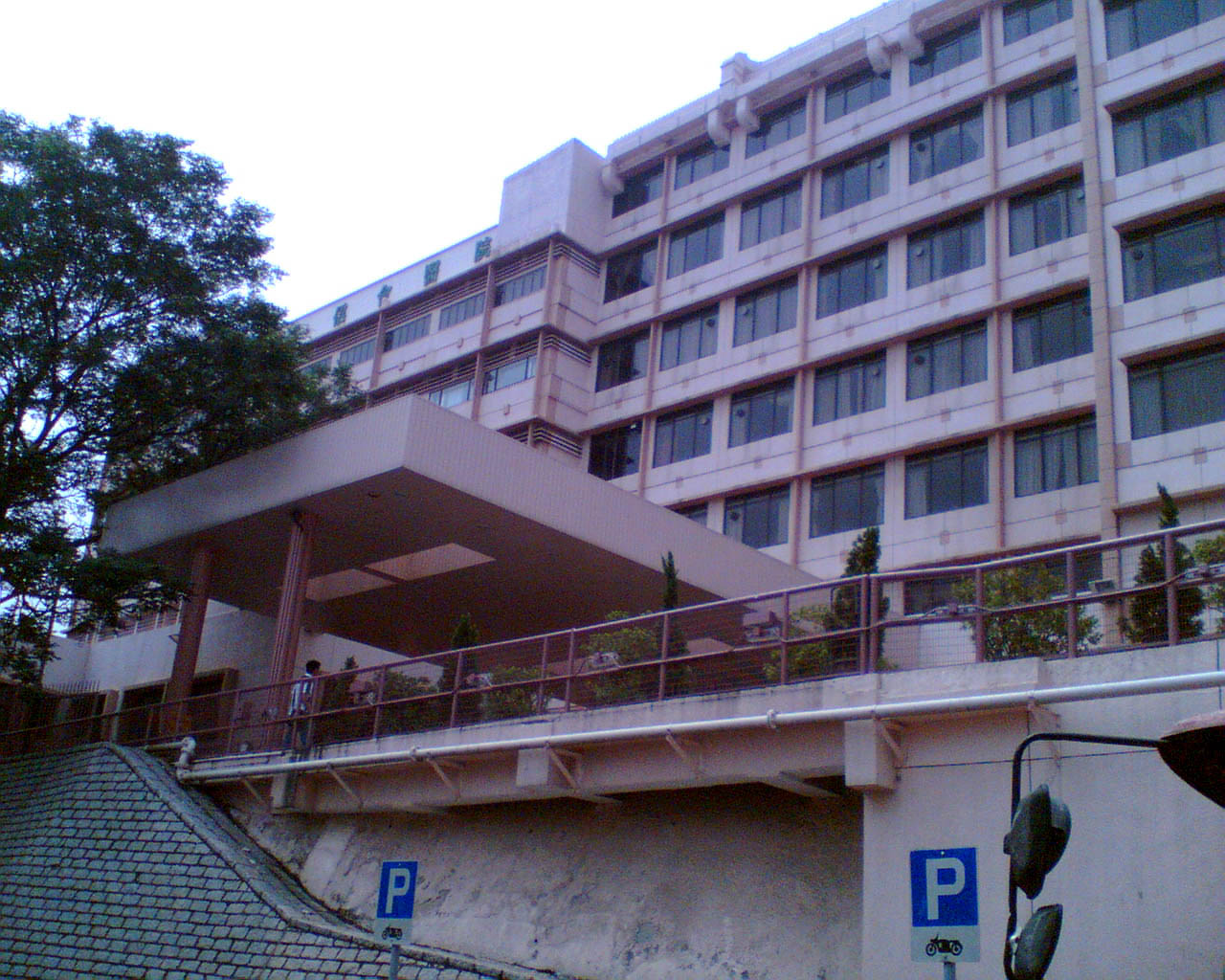
林子豐於1963年創立香港浸信會醫院

林子豐也十分積極從事教育工作，他早於三十年代已經擔任廣州浸信會培正中學校董，1933年協助該校在香港何文田覓得土地興建校舍作為香港培正小學，其後於1935年開辦初中。1941年香港淪陷後，林子豐為躲避日軍管治而逃往中立的澳門，雖然被迫中斷不少商業業務，但仍不忘教會和學校的工作，1944年更答應義務擔任澳門培正中學和遷到澳門的廣州培道女子中學兩校校長，協助兩校渡過戰時的困難日子，期間更接濟不少落難師生。戰後，林子豐返回香港著手重整浸信會的教育工作，他率先於1946年出任香港培道中學校主、校董及監督，協助向港府爭取撥出土地興建校舍。1950年，他進一步應邀義務出任香港培正中學校長，任內他成功遊說港府教育司高詩雅答應批出毗連原校舍旁的大幅土地作擴充之用，而E座新校舍在1953年落成啟用時，更邀得時任香港總督葛量洪爵士主持啟鑰儀式。林子豐在任香港培正中學校長15年，1958年至1959年兼任校監，期間學校獲得各界不少捐助，校務有長足的發展，中小學部學生人數達數千人之多，成為香港數一數二的中文學校。1965年卸任校長後，他獲邀出任香港培正中學校監一年至1966年為止，另外於1963年至1970年出任澳門培正中學校監。此外，林子豐自1926年起也任九龍城民生書院校董，1955年5月起出任校監兼校董會主席。
林子豐對教育的關注，使他在1951年獲邀出任香港大學中文學會副會長，1952年當選香港教師會歷來首位華人會長，以及在1954年奉委港府教育委員會委員。1951年，林子豐又被港府奉委為香港高等教育諮詢委員會委員，參與檢討香港的高等教育發展，促成後來於1952年發表的《賈士域報告書》。雖然報告書認為香港只需要一家香港大學，但歡迎開辦更多的專上院校，為林子豐日後提出興辦浸信會專上院校埋下契機。1955年，林子豐以發揚浸信會的辦學精神為號召，正式向浸聯會建議倡辦一所浸信會專上學院，並由他出任香港浸會書院籌委會其中一名委員。浸會書院於1956年3月5日正式成立後，他本人更義務擔任校長至1971年逝世為止。創校初年，由於未能覓得土地作校舍之用，浸會書院一度要借用香港培正中學校舍授課，到1959年終獲港督柏立基爵士答應批出九龍塘窩打老道的一幅土地作為永久校址，新校址隨後於1966年落成啟用。為了讓書院有舉辦典禮的場地，林子豐在1970年慶祝與妻子的金婚紀念時，特意捐出港幣50萬興建大專會堂，惟會堂要到1978年5月，即林子豐身故後七年才告落成。
除了浸會書院，浸聯會有鑑於廣州的兩廣浸信會聯會神道學校因政局變遷在1950年被迫關閉，遂研究在香港興辦神學院。有關構思獲得林子豐大力支持，並由他本人出任浸會神學院籌委會主席，香港浸信會神學院在1951年正式成立後，繼續由他一直出任董事會主席及神學部部長一職。神學院原設於九龍城「博愛村」，其後於1959年遷往何文田山道，1999年再遷到西貢以北的西澳。另外，浸聯會於1952年提倡設立一所浸信會診療所服務大眾，並推舉林子豐第六子林思安醫生為籌委會主席，其後診療所於1956年在九龍窩打老道啟用。1959年，港府在林子豐推動下進一步答應在擬建中的窩打老道浸會書院校舍旁邊興辦一所香港浸信會醫院，浸會醫院在1959年4月動工，1962年落成，並於1963年7月1日正式啟用。
作為香港浸信會的領袖人物，林子豐是香港與美國和其他海外浸信會的重要溝通橋樑。戰後，他熱心參與世界浸信會聯會的工作，1955年首次以香港代表身份到英國倫敦出席第九屆世界浸聯會大會，而且當選大會副會長，繼後又獲美國的奧克拉荷馬州浸會大學頒授榮譽法學博士學位。及後，他於1960年連任第十屆世界浸聯會大會副會長，並於巴西出席大會期間榮獲巴西榮譽公民及里約熱內盧城市之鑰兩項殊榮，隨後他轉往美國訪問的時候，又獲頒德州榮譽市民和北卡羅萊納州榮譽公民及城市之鑰等殊榮。1965年，他再一次到美國出席第十一屆世界浸聯會大會，其後分別獲得貝勒大學和史丹森大學（Stetson University）頒授榮譽法學博士學位，在美期間他還成功籌得20萬美元以支持浸會書院的建設。為肯定他對香港教育和浸信會事工方面的工作，貝勒大學還於1959年特設林子豐博士科學獎學金以為表揚。至於香港方面，英廷也於1953年和1957年分別向他頒授英女皇伊利沙伯二世加冕獎章和OBE勳銜，對其教育和慈善工作予以肯定。

### 晚年生涯
林子豐晚年仍熱心於浸信會事工和香港浸會書院的發展，並且成功爭取浸會書院在1970年3月取得港府認可的註冊專上學院資格，及後校名於1972年改名為香港浸會學院。多年以後，浸會學院再於1994年獲港府正式批准升格成為香港浸會大學。1971年4月17日上午八時五十分，林子豐因為中風病逝於香港浸信會醫院，終年78歲。身後，他的家人在同年4月24日為他在九龍殯儀館舉行大殮，同日於九龍城浸信會舉行安息禮拜，遺體隨後安葬於香港華人基督教聯會薄扶林道墳場。此外，浸會學院、香港培正中學和澳門培正中學等多家生前與林子豐關係密切的學校和教會，都在他身後舉行大小紀念活動以示哀悼。至於林子豐遺下的浸會書院校長一職，則由該校物理系主任謝志偉博士接任。

## 個人生活
林子豐1920年於家鄉揭陽縣娶陳植亭為妻，林子豐夫人生於1902年，是當地名門之後，婚後兩人育有七子兩女，七名兒子依次分別是林思顯、林思齊、林思進、林思忠、林思敬、林思安、林思耀；兩名女兒則名林思英和林思謙。林子豐夫婦的長子林思顯先後擔任過香港市政局委任議員和立法局非官守議員、嘉華銀行董事局主席和香港浸會學院校董會主席等職，曾獲CBE勳銜；次子林思齊於1988年至1995年任加拿大卑詩省省督，是該國歷來首位華人省督和第二位非白人省督。
林子豐早年與妻子陳植亭結婚後，於1920年在家鄉揭陽縣建成植豐園作為居所，宅第後於2012年11月獲廣東省人民政府評定為省級文物保護單位。遷居香港後，林子豐一家曾居於香港島西區大安台，後來因山泥傾瀉一度暫居於廣源盛行位於文咸西街的辦公室。後來林子豐經商致富，舉家由般咸道遷到半山區羅便臣道，1938年再搬到九龍城嘉林邊道大宅。

## 部份著作
- 《中東見聞錄》。香港：植豐書屋，1958年。
- 《友誼旅程》。香港：植豐書屋，1961年。

## 榮譽

### 殊勳
- 以下列出榮譽全稱及縮寫：^ 
  - 龍紋寶星勳章 （越南，1936年[12]）
  - 國民政府「忠義為懷」匾 （1940年[18]）
  - 聖約翰員佐勳章（S.B.St.J.） （1953年1月2日[53]）
  - 英女皇伊利沙伯二世加冕獎章 （1953年6月[46]）
  - 英帝國官佐勳章（O.B.E.） （1957年元旦授勳名單[47]）
  - 榮譽公民 （巴西，1960年[45]）
  - 里約熱內盧城市之鑰 （巴西，1960年[45]）
  - 德州榮譽市民 （美國，1960年[45]）
  - 北卡羅萊納州榮譽公民及城市之鑰 （美國，1960年[45]）

### 榮譽學位
- 榮譽法學博士學位
  - 奧克拉荷馬州浸會大學（美國，1955年[44]）
  - 貝勒大學 （美國，1965年[19]）
  - 史丹森大學 （美國，1965年[19]）

### 以他命名的事物
- 林子豐堂：位於香港培正中學。[54]
- 林子豐博士紀念堂：1991年落成，位於香港培正小學。[55]
- 林子豐紀念樓：位於民生書院。[56]
- 林子豐博士紀念大樓：由香港浸會學院大學會堂擴建而成。[39]
- 林子豐博士紀念盃：浸會大學的一項體育運動。[57]
- 林子豐博士科學獎學金：設於美國貝勒大學。[44]

## 注腳
1. ↑  曾向榮（2003年4月），頁3。
2. ↑  曾向榮（2003年4月），頁4。
3. ↑  曾向榮（2003年4月），頁4至5。
4. 1 2  曾向榮（2003年4月），頁5。
5. 1 2  〈中西合璧植豐園〉（2013年6月5日）
6. ↑  曾向榮（2003年4月），頁6。
7. ↑  曾向榮（2003年4月），頁6至7。
8. ↑  蔡少琪（造訪於2014年12月2日）
9. 1 2 3 4 5 6 7 8 9 10 11  〈發展歷史〉（造訪於2014年12月2日）
10. 1 2  曾向榮（2003年4月），頁7。
11. 1 2  曾向榮（2003年4月），林子豐年表。
12. 1 2 3  曾向榮（2003年4月），頁9。
13. 1 2  曾向榮（2003年4月），頁12。
14. ↑  〈嘉華銀行業務擴展〉（1970年12月16日）
15. 1 2 3 4 5  〈訃聞〉（1971年4月24日）
16. ↑  〈公佈更改公司名稱董事委任及辭任〉（2002年11月25日）
17. ↑  曾向榮（2003年4月），頁18。
18. 1 2 3 4  曾向榮（2003年4月），頁10。
19. 1 2 3 4  曾向榮（2003年4月），頁15。
20. 1 2 3 4  廖志勤（2007年）
21. 1 2  曾向榮（2003年4月），頁11至12。
22. 1 2  曾向榮（2003年4月），頁25至26。
23. 1 2 3  曾向榮（2003年4月），頁8。
24. ↑  曾向榮（2003年4月），頁22。
25. ↑  曾向榮（2003年4月），頁23至24。
26. 1 2 3  曾向榮（2003年4月），頁11。
27. 1 2  朱秀蓮（2003年3月）
28. 1 2  曾向榮（2003年4月），頁12至13。
29. ↑  何澤乾（1989年），頁26。
30. ↑  曾向榮（2003年4月），頁44。
31. ↑  何澤乾（1989年），頁55。
32. ↑  曾向榮（2003年4月），頁28至29。
33. ↑  陳力行（1999年），頁42。
34. ↑  陳力行（1999年），頁42至43。
35. ↑  〈學校歷史〉（造訪於2007年7月10日）
36. 1 2  曾向榮（2003年4月），頁1314。
37. 1 2 3 4  曾向榮（2003年4月），頁29。
38. ↑  曾向榮（2003年4月），頁49。
39. 1 2 3 4 5  〈撫今追昔，繼往開來〉（造訪於2014年12月2日）
40. ↑  〈一般資料〉（造訪於2007年6月29日）
41. 1 2 3  〈學院簡史〉（造訪於2014年12月2日）
42. ↑  曾向榮（2003年4月），頁30。
43. ↑  曾向榮（2003年4月），頁23至33。
44. 1 2 3 4  曾向榮（2003年4月），頁14。
45. 1 2 3 4 5  曾向榮（2003年4月），頁14至15。
46. 1 2  Lee (1966), p.174.
47. 1 2  "Supplement to Issue 40960 （页面存档备份，存于）", London Gazette, 28 December 1956, p.26.
48. ↑  曾向榮（2003年4月），頁16。
49. ↑  〈林子豐博士舉殯〉（1971年4月25日）
50. ↑  "Dr. Daniel H. Lam" (8 August 2007)
51. ↑  〈體會人生、慢慢想通、林思齊小史〉（2010年11月22日）
52. ↑  曾向榮（2003年4月），頁7及頁9。
53. ↑  "Supplement to Issue 39743 （页面存档备份，存于）", London Gazette, 2 January 1953, p.96.
54. ↑  何澤乾（1989年），頁56。
55. ↑  〈培正校史〉（造訪於2018年6月21日）
56. ↑  Historical cum Social Study on Kowloon City district in connection with Kai Tak area (December 2009), p.207.
57. ↑  〈第39屆林子豐博士紀念盃運動頒獎典禮〉（2012年4月）

### 中文資料
- 〈嘉華銀行業務擴展〉，《華僑日報》第三張第二頁，1970年12月16日。
- 〈訃聞〉，《華僑日報》第二張第二頁，1971年4月24日。
- 〈林子豐博士舉殯〉，《華僑日報》第二張第三頁，1971年4月25日。
- 何澤乾主編，《培正中學百創校百周年紀念特刊》。香港：培正中學，1989年。
- 陳力行主編，《培正一百一十周年紀念特刊》。香港：培正中學，1999年。
- 〈公佈更改公司名稱董事委任及辭任 （页面存档备份，存于）〉，《中信國際金融控股有限公司》，2002年11月25日。
- 朱秀蓮，〈為無家者建居所〉，《宣訊月報》第三十九期，2003年3月。
- 曾向榮，《畢業論文：香港華人傑出信徒之研究——林子豐（1892－1971） （页面存档备份，存于）》。香港：香港浸會大學，2003年4月。
- 廖志勤牧師，〈浸聯會事工回顧〉，《香港浸信會聯會六十周年紀念特刊》，2007年。
- 〈體會人生、慢慢想通、林思齊小史〉，《星島日報》多倫多版，2010年11月22日。
- 〈第39屆林子豐博士紀念盃運動頒獎典禮 （页面存档备份，存于）〉，《The BUddy Post》，2012年4月。
- 〈中西合璧植豐園 （页面存档备份，存于）〉，《揭陽新聞網》，2013年6月5日。
- 〈一般資料〉，《香港浸會大學大學會堂》，造訪於2007年6月29日。
- 〈學校歷史〉，《民生書院》，造訪於2007年7月10日。
- 〈學院簡史 （页面存档备份，存于）〉，《香港浸信會神學院》，造訪於2014年12月2日。
- 〈發展歷史 （页面存档备份，存于）〉，《中信銀行（國際）》，造訪於2014年12月2日。
- 蔡少琪，〈林子豐與香港浸信會和城浸 （页面存档备份，存于）〉，《華人神學園地》，造訪於2014年12月2日。
- 〈撫今追昔，繼往開來〉，《香港浸會大學》，造訪於2014年12月2日。
- 〈培正校史 （页面存档备份，存于）〉，《培正同學會》，造訪於2018年6月21日。

### 英文資料
- Lee, P. C., Hongkong Album. Hong Kong: P.C. Lee., 1966.
- "Dr. Daniel H. Lam", Clayton Funeral and Cemetary Services, 8 August 2007.
- Historical cum Social Study on Kowloon City district in connection with Kai Tak area （页面存档备份，存于）. Hong Kong: Centre for Architectural Heritage Research, December 2009.

## 延伸閱讀
- 李景新主編，《林子豐博士言論》。香港：培正中學，1965年。

## 外部連結
- 培正同學總會傳記 （页面存档备份，存于）
- 香港培正中學碑銘徑 （页面存档备份，存于）
- 從無到有：林子豐與浸會學院 Building up from the ground: Lam Chi-fung and the Hong Kong Baptist College （页面存档备份，存于）

| 學術機關職務      | 學術機關職務                            | 學術機關職務      |
| ----------------- | --------------------------------------- | ----------------- |
| 前任： 趙恩賜     | 澳門培正中學校長 1944年－1945年         | 繼任： 馮棠       |
| 前任： 馮棠       | 香港培正中學校長 1950年－1965年         | 繼任： 李孟標     |
| 前任： 首任       | 香港浸會書院校長 1956年－1971年         | 繼任： 謝志偉博士 |
| 前任： 首任       | 香港培正中學校監 1958年－1959年、1965年 | 繼任： 譚希天     |
| 前任： 黃汝光博士 | 香港培正中學校監 1958年－1959年、1965年 | 繼任： 黃汝光博士 |
| 前任： 首任       | 澳門培正中學校監 1963年－1970年         | 繼任： 林思顯     |